# Abhijeet Gupta
Abhijeet Gupta est un joueur d'échecs indien né le 16 octobre 1989 à Bhilwara. 
Au 1er octobre 2014, il est le 127e joueur mondial et le numéro 5 indien avec un classement Elo de  2 640 points.

## Biographie et carrière
Grand maître international depuis 2008, Gupta a remporté le championnat du monde d'échecs junior en 2008 devant Parimarjan Negi et le championnat du Commonwealth en 2013, 2015, 2016, 2017  et 2019.
En 2015 et 2016, il remporta l'open de Hoogeveen. Il gagna l'open de Reykjavik en 2010 et 2016.
Abhijeet Gupta a représenté l'Inde lors de l'olympiade d'échecs de 2012, remportant une médaille d'argent au quatrième échiquier. En 2002, âgé de 13 ans, il remporta le championnat d'Inde junior (joueurs de moins de 19 ans).
Il remporte le tournoi de Hastings 2023-2024 faisant partie du Circuit FIDE 2024.